# Egotel d'Archbold
L'egotel d'Archbold (Aegotheles archboldi) és una espècie d'ocell de la família dels egotèlids. És endèmic de l'illa de Nova Guinea (Indonèsia i Papua Nova Guinea), on viu a altituds d'entre 2.062 i 3.600 msnm. Es creu que no hi ha cap amenaça per a la supervivència d'aquesta espècie.

## Taxonomia
Fou anomenat en honor del zoòleg i filantrop estatunidenc Richard Archbold..
Modernament és considerat per alguns autors una espècie no vàlida, i ubicat dins Aegotheles albertisi.